# Boulevard Simon-Bolivar (Marseille)
Pour les articles homonymes, voir Rue Simon Bolivar, Simon Bolivar et Bolivar.
Le boulevard Simon-Bolivar est une voie marseillaise située à la limite entre les 14e et 15e arrondissements de Marseille.

## Situation et accès
Elle démarre au niveau de l’avenue du Marché-d’Intérêt-National, à proximité du marché d'intérêt national des Arnavaux et de l’échangeur avec les autoroutes A7 et A507. Elle longe le parc du Grand Séminaire ainsi que la résidence de la Maurelette et se termine au cœur du quartier de Saint-Joseph, à proximité de la mairie du septième secteur de Marseille, accessible par la rue Paul-Coxe.
Aucune ligne de bus ne traverse la rue mais elle est en revanche desservie sur ses extrémités par les lignes      à l’arrêt St Joseph au nord ainsi que par la ligne  à l’arrêt MIN Bolivar au sud.

## Origine du nom
La rue doit son nom à Simón Bolívar (1783-1830), homme politique et chef militaire vénézuélien.

## Historique
Elle fut par le passé une ancienne section du « chemin du Canet à Saint-Joseph », qui reliait le quartier du Canet à celui de Saint-Joseph.
La voie prend sa dénomination actuelle par délibération du conseil municipal de Marseille en date du 8 mai 1984.

## Bâtiments remarquables et lieux de mémoire
- Au numéro 23 se trouve le complexe sportif Roger-Couderc, abritant un terrain de football et un autre de rugby et d’athlétisme.
- Au numéro 46 se trouve l’entrée ouest du parc du Grand Séminaire.